# Miss Seeton
Miss Seeton est l'héroïne d'une série de romans policiers humoristiques, écrits par trois écrivains différents. Créée par Heron Carvic en 1968, elle vit sous cette plume cinq aventures jusqu'en 1975. En 1990, les aventures de Miss Seeton sont reprises par Roy Peter Martin (alias James Melville), sous le pseudonyme de Hampton Charles pour trois romans, puis, de 1991 à 1999, puis de nouveau depuis 2017, par Sarah J. Mason, sous le pseudonyme de Hamilton Crane (les initiales H et C étant conservées en hommage à Heron Carvic).

## Biographie fictive
Professeur de dessin à la retraite, célibataire, Miss Emily D. Seeton s'est retirée dans le village de Plummergen où elle possède un petit cottage. Elle « ne tricote pas, jardine peu, mais pratique le yoga ». 
Dans le premier tome de ses aventures, elle se découvre une sorte de don parapsychologique : certains de ses dessins, correctement interprétés, permettent la résolution d'affaires policières que lui soumettent l'inspecteur Delphick et son assistant Bob Ranger. En raison de ce don, Miss Seeton « est engagée par Scotland Yard en tant qu'artiste et rémunérée à ce titre. Cette minuscule vieille dame, souple comme un roseau, a le don de se retrouver dans les plus étranges situations », mêlée à des affaires criminelles qu'elle affronte armée d'une grande naïveté (elle comprend rarement ce qui se passe autour d'elle, dans la mesure où elle ne conçoit pas que l'on puisse agir autrement que selon les convenances, la discrétion, la retenue) qui la fait souvent agir de manière incompréhensible par les criminels qu'elle croise. 
Comme, après quelques affaires, elle est précédée d'une réputation de justicière invincible (elle est surnommée «Le pébroc vengeur» à cause de son inséparable parapluie, qui lui sert parfois de moyen de défense), les criminels sont persuadés qu'elle joue avec leurs nerfs, et finissent par causer leur propre perte sous l'œil toujours étonné de Miss Seeton elle-même.

## SérieMiss Seeton

### Romans de Heron Carvic
- Picture Miss Seeton (1968) Publié en français sous le titre Miss Seeton entre en scène, Paris, UGE, 10/18, coll. « Grands détectives » no 2805 (1997)  (ISBN 2-264-02395-3)
- Miss Seeton Draws the Line (1969) Publié en français sous le titre Miss Seeton persiste et signe, Paris, UGE, 10/18, coll. « Grands détectives » no 2806 (1997)  (ISBN 2-264-02396-1)
- Miss Seeton, Bewitched (1971) (titre américain: Witch Miss Seeton) Publié en français sous le titre Miss Seeton jette un sort, Paris, UGE, 10/18, coll. « Grands détectives » no 2847 (1997)  (ISBN 2-264-02397-X)
- Miss Seeton Sings (1973) Publié en français sous le titre Miss Seeton fait des vocalises, Paris, UGE, 10/18, coll. « Grands détectives » no 2915 (1997)  (ISBN 2-264-02398-8)
- Odds on Miss Seeton (1975) Publié en français sous le titre Miss Seeton joue et gagne, Paris, UGE, 10/18, coll. « Grands détectives » no 2937 (1998)  (ISBN 2-264-02399-6)

### Romans de Roy Peter Martin en tant que Hampton Charles
- Miss Seeton, by Appointment (1990) Publié en français sous le titre Miss Seeton au service de Sa Majesté, Paris, UGE, 10/18, coll. « Grands détectives » no 3052 (1999)  (ISBN 2-264-02888-2)
- Advantage Miss Seeton (1990) Publié en français sous le titre Miss Seeton prend l'avantage, Paris, UGE, 10/18, coll. « Grands détectives » no 2989 (1998)  (ISBN 2-264-02795-9)
- Miss Seeton at the Helm (1990) Publié en français sous le titre Miss Seeton à la barre, Paris, UGE, 10/18, coll. « Grands détectives » no 3104 (1999)  (ISBN 2-264-02949-8)

### Romans de Sarah J. Mason en tant que Hamilton Crane
- Miss Seeton Cracks the Case (1991)
- Miss Seeton Paints the Town (1991)
- Hands Up, Miss Seeton (1992) Publié en français sous le titre Haut les mains, Miss Seeton !, Paris, UGE, 10/18, coll. « Grands détectives » no 3172 (2000)  (ISBN 2-264-02989-7)
- Miss Seeton by Moonlight (1992) Publié en français sous le titre Miss Seeton au clair de lune, Paris, UGE, 10/18, coll. « Grands détectives » no 3321 (2001)  (ISBN 2-264-03205-7)
- Miss Seeton Rocks the Cradle (1992) Publié en français sous le titre Le Coup de foudre de Miss Seeton, Paris, UGE, 10/18, coll. « Grands détectives » no 3487 (2002)  (ISBN 2-264-03577-3)
- Miss Seeton Plants Suspicion (1993)
- Miss Seeton Goes to Bat (1993)
- Starring Miss Seeton (1994)
- Miss Seeton Undercover (1994)
- Miss Seeton Rules (1994)
- Sold to Miss Seeton (1995)
- Sweet Miss Seeton (1996)
- Bonjour, Miss Seeton (1997)
- Miss Seeton’s Finest Hour (1999)
- Miss Seeton Quilts the Village (2017)
- Miss Seeton Flies High (2018)
- Watch the Wall, Miss Seeton (2019

## Sources
: document utilisé comme source pour la rédaction de cet article.
- Claude Mesplède (dir.), Dictionnaire des littératures policières, vol. 2 : J - Z, Nantes, Joseph K, coll. « Temps noir », 2007, 1086 p. (ISBN 978-2-910-68645-1, OCLC 315873361), p. 745-746.